# Wang Bing
Pour les articles homonymes, voir Wang (patronyme).
Dans ce nom chinois, le nom de famille, Wang, précède le nom personnel.
Wang Bing (chinois : 王兵 pinyin : Wáng Bīng) est un cinéaste chinois, né le 17 novembre 1967 à Xi'an. Bien qu’il soit surtout l'auteur de documentaires, il a aussi réalisé quelques fictions.

## Biographie

### Formation et débuts
Après des études en photographie à l'académie des beaux-arts Lu Xun à Shenyang (province du Liaoning), de 1992 à 1995, Wang Bing entre dans le département de la photographie de l'université de cinéma de Pékin, où il commence son expérience du métier.
En 1997, il travaille comme photographe lors du tournage d'un film documentaire institutionnel.

### Cinéaste documentaire
De 1999 à 2003, il commence à travailler seul, poursuivant un projet personnel et ambitieux : vivant dans un vieux quartier industriel de Shenyang, il filme et enregistre avec une caméra Digital Video (DV), la vie des ouvriers d'un quartier qui va bientôt être détruit du fait d'une réforme municipale. Ainsi naît le long documentaire (3 parties, plus de 9 heures de projection), unique dans l'histoire du cinéma chinois indépendant, À l'ouest des rails (铁西区), qui tire son nom de celui du quartier.
On peut reconnaître une forme de filiation entre le cinéma de Wang Bing et celui de Zhao Liang. Ce dernier, qui a filmé pendant huit ans les abords d'un village de Pékin détruit juste avant l'ouverture des Jeux olympiques d'été de 2008, en a tiré le film Pétition, la Cour des plaignants.
En mars 2012, Le Fossé, premier film de fiction de Wang Bing, sort à Paris. Il y raconte la vie dans un camp de rééducation par le travail dans le désert de Gobi en 1960. L'idée du film lui est venue en lisant, en 2004, alors qu'il travaille à la Cinéfondation en France, le recueil de nouvelles de Yang Xianhui, Adieu, Jiabiang, qui relate le destin dramatique des hommes envoyés dans les camps de rééducation entre 1958 et 1960. Après avoir travaillé comme documentariste sur la Chine au présent (À l'ouest des rails), il ressent le besoin de rechercher les prémices cachées de ce qui se déroule actuellement. Il part donc à la rencontre de la centaine de survivants des laogai (camps de travail), qualifiés à l'époque de « droitiers » ou de « déviants de droite » (souvent pour des motifs fallacieux d'après le film) ; il filme de nombreuses heures d'entretiens comme documentation pour Le Fossé. Celui-ci est tourné en hiver par −30 °C dans le désert de Gobi.
Auparavant, Wang Bing avait tourné un documentaire de 3 h 20 (sorti en mars 2012, également) Fengming, chronique d'une femme chinoise (2007) où il s'entretient avec Hé Fèngmíng, auteure du livre Ma vie en 1957, sur son sort durant la campagne anti-droitiste à la fin des années 1950 puis, plus tard, durant la Révolution culturelle. Les deux films se complètent. La vieille Fengming raconte dans le film un épisode de sa vie qui évoque, comme dans Le Fossé, l'histoire d'une femme venue chercher le cadavre de son mari, et qui visite le « dortoir-fossé ».
Depuis le cinéma de Wang Bing se déploie selon deux grands axes. Le plus nourri est la description des situations concrètes de la société chinoise contemporaine à partir de cas précis : les enfants qui doivent survivre seuls, leurs parents étant partis travailler au loin dans Les Trois Sœurs du Yunnan, les hôpitaux psychiatriques comme asiles de toutes les misères (À la folie), l'observation d'une famille de paysans pauvres durant les derniers jours d'une femme très âgée avec Mrs. Fang (qui remporte le Léopard d'or au festival international du film de Locarno 2017), les conditions de vie de jeunes gens venus de la campagne travailler dans les ateliers de confection de Zhili, quartier de Huzhou (Argent amer), et la trilogie Jeunesse : Le Printemps, Jeunesse : Les Tourments  et Jeunesse : Retour au pays.
Par ailleurs, il met en chantier un ensemble consacré aux répressions de masse depuis la fin des années 1950 en Chine, dont le premier volet est Les Âmes mortes.
Il tourne des films plus expérimentaux centrés sur une personne seule, mais qui incarne des situations historiques et sociales plus vastes, par exemple L'Homme sans nom ou Man in Black.

### Photographe et artiste visuel
Son œuvre photographique et d'artiste visuel a fait l'objet de grandes expositions notamment au Centre Pompidou et au BAL.

## Filmographie
- 2001 : Rides du mois d'août  (Bayuezhouwen) (court métrage de fiction, compétition internationale au Festival international du court métrage de Clermont-Ferrand en 2002)[8]
- 2003 : À l'ouest des rails (铁西区,, Tiě xī qū)
- 2007 : L'État du monde (film collectif), segment Usine de la brutalité (暴力工厂)
- 2007 : Fengming, chronique d'une femme chinoise (和凤鸣, Hé Fèngmíng), film sorti en 2012 en France
- 2008 : Cai you ri ji (采油日记)
- 2008 : L'Argent du charbon (煤炭，钱) (documentaire qui suit le charbon, de l'extraction à sa vente, dans la Chine du Nord)
- 2009 : L'Homme sans nom (无名者) (documentaire sur un homme vivant en marge de la société, dans une campagne chinoise)
- 2010 : Le Fossé (夹边沟, Jiābiāngōu), film sorti en 2012 en France
- 2012 : Les Trois Sœurs du Yunnan (三姊妹, Sān zǐmèi), film évoquant la vie extrêmement difficile de trois jeunes sœurs dans la province du Yunnan ; présenté à la Mostra de Venise 2012
- 2013 : À la folie (瘋愛, Fēng ài) (documentaire sur un hôpital psychiatrique où vivent une cinquantaine d'hommes enfermés)
- 2014 : Traces (Yizhi) (court métrage documentaire)[9]
- 2014 : Pères et Fils  (父与子, Fù yǔ zi)
- 2016 : Ta'ang (德昂)
- 2016 : Argent amer (苦钱, Kǔ qián)
- 2017 : Mrs. Fang (方绣英, Fāng Xiùyīng)
- 2018 : Les Âmes mortes (死靈魂, Sǐ línghún)
- 2023 : Jeunesse : Le Printemps (青春, Qīngchūn)[10]
- 2023 : Man in Black[11]
- 2024 : Jeunesse : Les Tourments (青春：苦, Qīngchūn ku)
- 2024 : Jeunesse : Retour au pays (青春：归, Qīngchūn gui)

## Prix et distinctions

### Prix
- Mostra de Venise 2012 : Prix Orizzonti pour Les Trois Sœurs du Yunnan
- Festival des trois continents 2012 : Montgolfière d'or pour Les Trois Sœurs du Yunnan
- Festival international de films de Fribourg 2013 : Regard d'or pour Les Trois soeurs du Yunnan
- Festival des trois continents 2013 : Montgolfière d'argent pour À la folie
- Mostra de Venise 2016 : Prix Orizzonti du scénario, prix des droits de l'Homme pour Argent amer
- Festival international du film de Locarno 2017 : Léopard d'or pour Mrs. Fang
- Festival international du film de Locarno 2024 : Mention spéciale, prix FIPRESCI, prix du jury junior pour Jeunesse : Les Tourments

### Honneurs
- Docteur honoris causa de l'université Paris-VIII-Vincennes–Saint-Denis (2012)[12]

## Publication
- Wang Bing - The Walking Eye, Amsterdam, Paris, Roma Publications, 832 p.

#### Ouvrages
- Caroline Renard, Isabelle Anselme, François Amy de La Bretèque (éd.) : Wang Bing : Un cinéaste en Chine aujourd'hui, Aix-en-Provence, Presses universitaires de Provence, 2014 ; (engl.) Wang Bing, making movies in China today, Aix-en-Provence, Presses universitaires de Provence, 2015.
- Antony Fiant, Wang Bing, un geste documentaire de notre temps. Laval, Warm, 2019  (ISBN 9782955673973).
- Elena Pollacchi, Wang Bing's filmmaking of the China dream : narratives, witnesses and marginal space, Amsterdam, Amsterdam University Press, 2021.
- Diane Dufour, Dominique Païni et Roger Willems, Wang Bing, l'œil qui marche, Le Bal/Delpire & co, 2021.
- Michael Guarneri, Conversations with Wang Bing, Bologne, Piretti, 2024.
- Bruno Lessard, The cinema of Wang Bing: Chinese Documentary between History and Labor, Hong Kong, Hong Kong University Press , 2024.
- Julie Savelli, Wang Bing. L'acte infini d'image : anthropologie d'un art post-documentaire, Paris, Hermann 2024.

#### Revues
- « Wang Bing », Images documentaires, no 77, juillet 2013.
- Charlotte Garson, « Wang Bing, Man in Black et Jeunesse » , Cahiers du cinéma, mars 2023, n° 796.
- Jean-Michel Frodon, « Wang Bing : la caméra effraie ou intimide souvent », AOC, 23 décembre 2023.